# Bronchoscopie

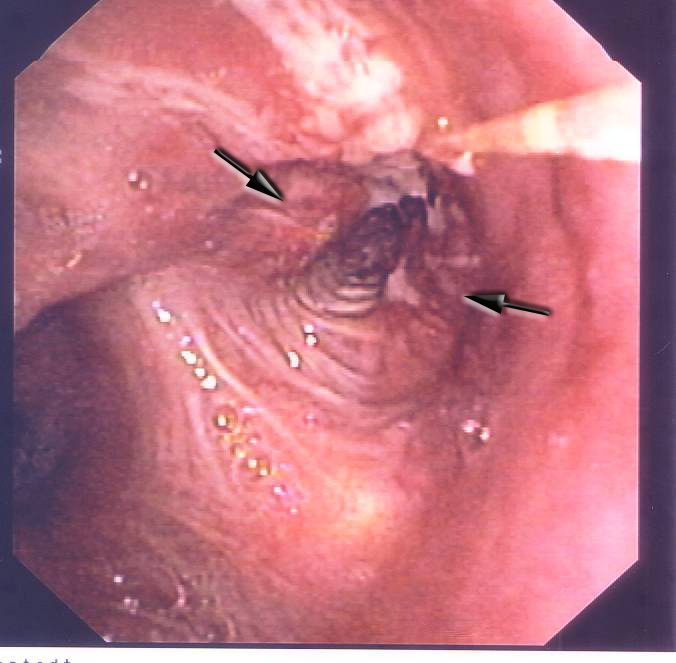
Beeld bij een bronchoscopie waarbij de pijlen wijzen op een bronchuscarcinoom in de bronchus naar de linker bovenkwab

Bij een bronchoscopie worden de luchtwegen van binnen bekeken via een door de mond of neus ingebrachte bronchoscoop.

## Bronchoscopie
Een bronchoscoop is een dunne, van buiten bestuurbare, flexibele slang met glasvezeloptiek en lens. Ook kunnen dunne instrumenten door de scoop worden ingebracht zodat er bijvoorbeeld biopten (hapjes weefsel) kunnen worden genomen uit de long.

### BAL-onderzoek

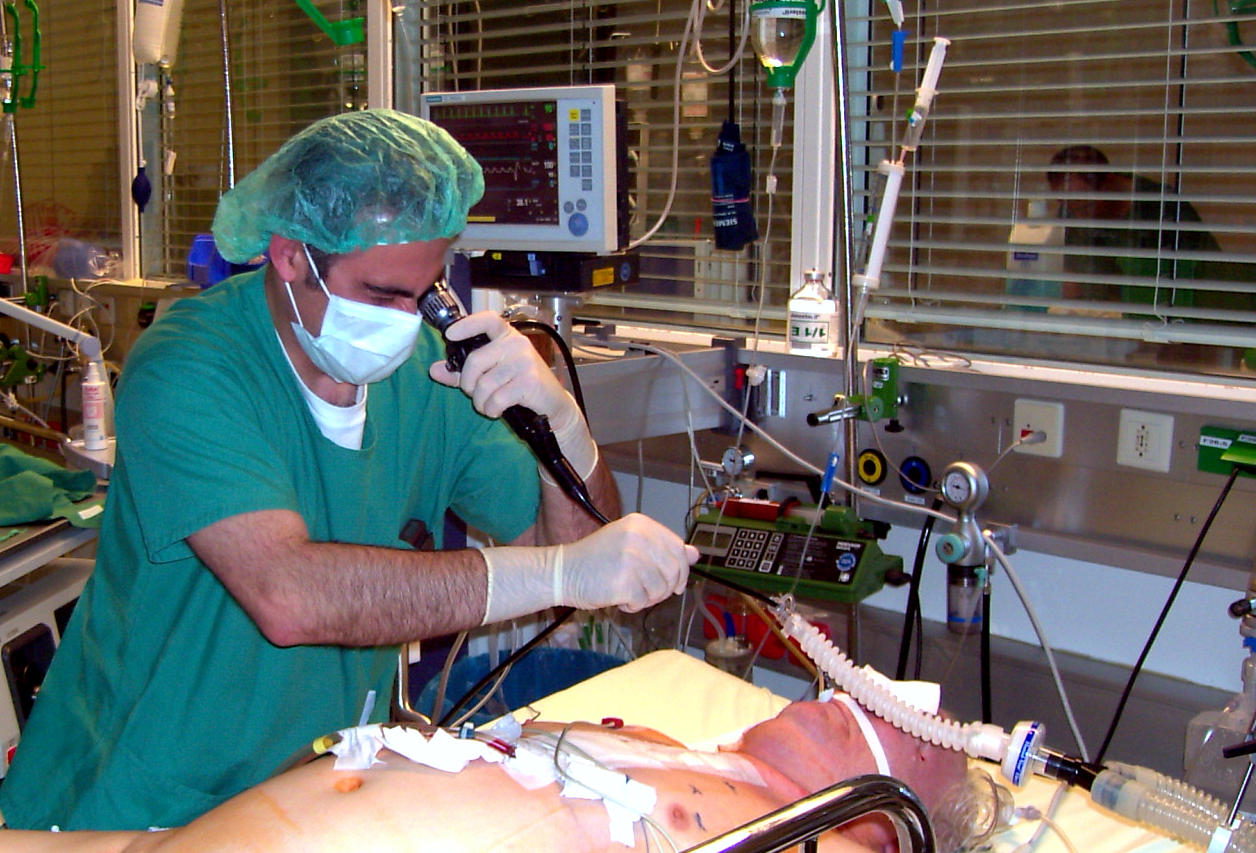
Broncho-alveolaire lavage bij een intensive-care patiënt

Een andere mogelijkheid is een broncho-alveolaire lavage. Hierbij wordt via de bronchoscoop water (met een klein beetje zout) in de long gebracht dat daarna wordt opgezogen. Deze vloeistof wordt vervolgens onderzocht in het laboratorium.

### EBUS-onderzoek
Een andere mogelijk is om een bronchoscoop met daar een echo in bevestigd te gebruiken. Dit wordt ook wel een EBUS-onderzoek genoemd. Hiermee kunnen de omliggende klieren bekeken worden. Dit onderzoek wordt meestal alleen gedaan bij personen met longkanker en wordt meestal nog onprettiger ervaren, omdat de bronchoscoop dikker is, vanwege de ingebouwde echo.
Voor het onderzoek worden de mond en keel verdoofd. Ook worden medicijnen gegeven om hoestprikkels te onderdrukken (meestal codeïne) en de luchtwegen droog te maken (met atropine). Tijdens het onderzoek wordt met een zuurstofsaturatiemeter de zuurstofverzadiging van de rode bloedcellen gecontroleerd. Steeds vaker wordt de procedure (Bronchoscopie, BAL of EBUS) onder procedurele sedatie uitgevoerd. 
In een minderheid van de gevallen wordt een starre scoop gebruikt. Dit is een holle metalen buis die in de luchtwegen wordt gebracht.
artroscopie ·
bronchoscopie ·
colonoscopie ·
cystoscopie ·
ERCP ·
gastroscopie · 
hysteroscopie ·
laparoscopie ·
laryngoscopie ·
oesofagoscopie ·
rectoscopie ·
sigmoïdoscopie ·
thoracoscopie ·
videocapsule-endoscopie